# Pokpung-ho
Le Pokpung-ho (hangeul : 폭풍호, hanja :  暴風虎, ce qui signifie « Tigre de Tempête »), est un char de combat principal nord-coréen, développé dans les années 1990 et qui incorpore des technologies du T-62, du T-72, du T-80, du T-90, du Type 88 et du Ch'ŏnma-ho. Il est nommé à l'étranger M-2002 car les premiers essais se sont déroulés le 16 février 2002 bien qu'il soit produit depuis 1992. Mis au point par la Fabrique de chars de Ryu Kyong-su à Sinhung dans la province de Hamgyong du Sud.
Le coût unitaire d'un P'okp'ung-ho est estimé à 2 129 543 064 won, soit 1,76 million d'euros.

## Historique
Après la dislocation de l'URSS, un grand nombre de T-72 sont retirés du service actif de l'armée soviétique et revendus à l'exportation. Quelques-uns d'entre eux sont acquis par la Corée du Nord, ainsi que des T-80.
Inquiétée par la destruction des T-72 irakiens par les chars occidentaux tels que le M1 Abrams lors de la guerre du Golfe de 1991, la Corée du Nord décide de moderniser son parc de blindés pour essayer de rivaliser avec le K1A1 sud-coréen mais aussi pour réduire le fossé technologique qui la sépare des puissances occidentales.
Le P'okp'ung-ho dispose, par rapport au Ch'ŏnma-ho, d'une meilleure mobilité (60 km/h pour une autonomie de 370-500 km) et d'une puissance de feu accrue. En outre, il est équipé d'une caméra thermique, d'un télémètre laser, d'une mitrailleuse lourde anti-aérienne KPV, d'une mitrailleuse coaxiale PK ainsi que de cinq lance-grenades fumigènes situés sur chaque côté de la tourelle.
Son moteur a une puissance d'environ 900 à 1100 CV (les chiffres diffèrent selon les analystes, les sources et les méthodes d'analyse), le gouvernement nord-coréen ayant refusé le moteur du T-80 (1 250 CV), le jugeant inapproprié au terrain montagneux de Corée. Dans les missions offensives, il peut rapidement engager l'ennemi grâce à son excellente vitesse et à sa faculté d'accélération, tactique de base employée[pas clair] par les chars nord-coréens.
Les premières images du Pokpung-ho sont révélées en août 2010 et il apparaît également publiquement lors d'exercices militaires en 2012.

## Blindage
Peu d'informations fiables quant à la composition exacte de son blindage sont disponibles (et la composition pourrait probablement varier d'une génération de Pokpung-ho à l'autre) cependant, d'après diverses images montrant l'avant de la tourelle à courte distance, il est possible d'envisager que le blindage serait constitué d'une première couche d'acier (comme pour tout char au blindage classique) par-dessus lequel du BDD (le BDD est une catégorie de blindage qui fut notamment utilisée par l'URSS pour moderniser des exemplaires de T-55 vieillissants durant les années 1980 afin de les mettre à niveau du point de vue de la protection, le BDD se constitue d'une série de plaques d'acier de faible épaisseur (généralement 5 mm) fortement inclinées, le tout entouré de plaques plus épaisses (généralement 30 à 50 mm) et ensuite, tout espace vide laissé au sein de cet ensemble est rempli d'un matériau plastique, probablement du polyuréthane) aurait été ajouté afin d'en renforcer nettement l'efficacité.
exemple de BDD sur un T-62 modernisé
image de la tourelle d'un Pokpung-ho ayant servi de cible-test face à un missile Bulsae
Certains pensent donc, en s'appuyant sur les proportions de la tourelle (épaisseur visible via l'angle lors de photos comme celle ayant servi d'illustration ci-dessus ainsi que comparaison avec la taille du canon sur des exemplaires vus lors de défilés et en comparaison avec la taille d'autres points pouvant servir de référence comme des trappes pour l'équipage) que ce sur-blindage à l'avant de tourelle, aurait une épaisseur d'environ 300 mm de BDD rajouté sur une tourelle moulée de 200 mm d'acier. Cependant, l'absence d'analyses précises menées directement sur un exemplaire empêche de certifier totalement ce fait.

## Puissance de feu
Vraisemblablement, les 1res générations de Pokpung-ho utilisaient encore une copie du 115 mm 2A20 à âme lisse (comme les Ch'ŏnma-ho, eux-mêmes copies du char T-62 soviétique), tandis que les générations de Pokpung-ho qui ont suivi utilisent désormais des copies du canon 2A46 russe à âme lisse d'un calibre de 125 mm. Cependant, il subsiste des questionnements quant à la présence d'un équipage à 4 membres (et donc à chargeur manuel) ou d'un équipage à 3 membres à chargeur automatique.
Les partisans de la théorie du chargeur manuel semblent généralement s'appuyer sur la faible masse du char (un chargeur auto étant plus lourd qu'un être humain), et sur le nombre de trappes d'équipage. Tandis que les partisans de la théorie du chargeur automatique
semblent s'appuyer sur la faible hauteur de la tourelle (puisqu'il a été observé, avec les chars soviétiques, que l'utilisation de chargeurs automatiques a permis d'obtenir des tourelles plus basses,) ainsi que sur le fait que la Corée du Nord, de par le fait qu'elle a pu avoir accès au 125 mm 2A46 russe pour en faire des copies, a probablement également eu accès au chargeur automatique et aurait donc pu également le copier.
Cependant, en plus de ce canon principal et de la mitrailleuse coaxiale PK , certaines variantes les plus modernes (telles que le Pokpung-ho IV) disposent d'un tourelleau avec non plus une, mais deux mitrailleuses anti-aériennes (probablement toujours le modèle KPV de 14,5 mm, mais difficile de l'affirmer avec certitude) ainsi que de deux lanceurs de missiles/roquettes qui semblent être des bulsae, mais dont l'utilité précise est encore non déterminée (puisque le canon de 125 mm à âme lisse est en théorie compatible avec des ATGM de type invar, tirer des missiles par d'autres systèmes d'armement moins sécurisés peut sembler étrange).
exemples de Pokpung-ho IV durant un défilé:

## Variantes
- Pokpung-ho I (canon principal de 115 mm 2A20, variante initiale)
- Pokpung-ho II (meilleur blindage composite et protection, canon principal de 125 mm 2A46)
- Pokpung-ho III (identique au Pokpung-ho II, blindage réactif supplémentaire sur le devant de la tourelle)
- Pokpung-ho IV (similaire au Pokpung-ho III, avec ajout de deux lanceurs de missiles/roquettes, probablement de type "bulsae", et ajout d'une deuxième mitrailleuse anti-aérienne)

## Pays utilisateurs
- Corée du Nord : environ 200 exemplaires sont en service dans la 105e division blindée de l'armée populaire de Corée en 2010[4].